# Чудозеро
Чудозеро — озеро в России, находится в Суоярвском районе Республики Карелия. Площадь поверхности — 9,5 км². Площадь водосборного бассейна — 2900 км².

## Общие сведения
Форма озера неправильная, разделена на два плёса. Берега низкие, каменистые. На озере 20 островов общей площадью 0,18 км².
Через озеро протекает река Суна. Высшая водная растительность представлена тростником, хвощом и вахтой трилистной.
В северный залив Чудозера — губу Аконлакси — впадает ручей Аконоя, вытекающий из озера Аконъярви.
В озере обитают ряпушка, плотва, лещ, сиг, окунь.
Озеро замерзает в ноябре, вскрывается ото льда в мае.